# 冉季載
冉季載（爯季載、ぜん きさい）は、周の文王の十男、生母は太姒。
同母兄の武王の分封のときはまだ幼く、すぐ上の同母兄の康叔封とともに封地を与えられなかった。三監の乱の後に、成人したために爯（現在の安徽省阜陽市潁州区の西）に封じられた。周の司空となり、甥の成王を補佐した。